# Вајзман (Аљаска)
Вајзман (енгл. Wiseman) насељено је место без административног статуса у америчкој савезној држави Аљаска.

## Демографија
По попису из 2010. године број становника је 14, што је 7 (-33,3%) становника мање него 2000. године.
| Група             | 2000.      | 2010.      |
| Белци             | 17 (81,0%) | 13 (92,9%) |
| Афроамериканци    | 0 (0,0%)   | 0 (0,0%)   |
| Азијати           | 0 (0,0%)   | 0 (0,0%)   |
| Хиспаноамериканци | 0 (0,0%)   | 0 (0,0%)   |
| Укупно            | 21         | 14         |